# Longa Marcha 3B

Foguete Longa Marcha 3B

Longa Marcha 3B (Chang Zheng 3B em pinyin, abreviado para CZ-3B) é um modelo da família de foguetes Longa Marcha, com uma variante denominada Longa Marcha 3B/G2.

## Características
O Longa Marcha 3B e o seu derivado, Longa Marcha 3B/E, é um lançador orbital chinês de três fases e quatro aceleradores projetado para colocar satélites de até 11.200 kg em órbita terrestre baixa e de até 5100 kg em órbita de transferência geoestacionária. Está baseado no Longa Marcha 3A e melhorado com tanques de propelente mais alongados, uma coifa maior e quatro aceleradores de propelente líquido na primeira fase, idênticos aos aceleradores do Longa Marcha 2F. Os Longa Marcha 3B são os foguetes chineses mais potentes em serviço.

## Histórico de lançamentos

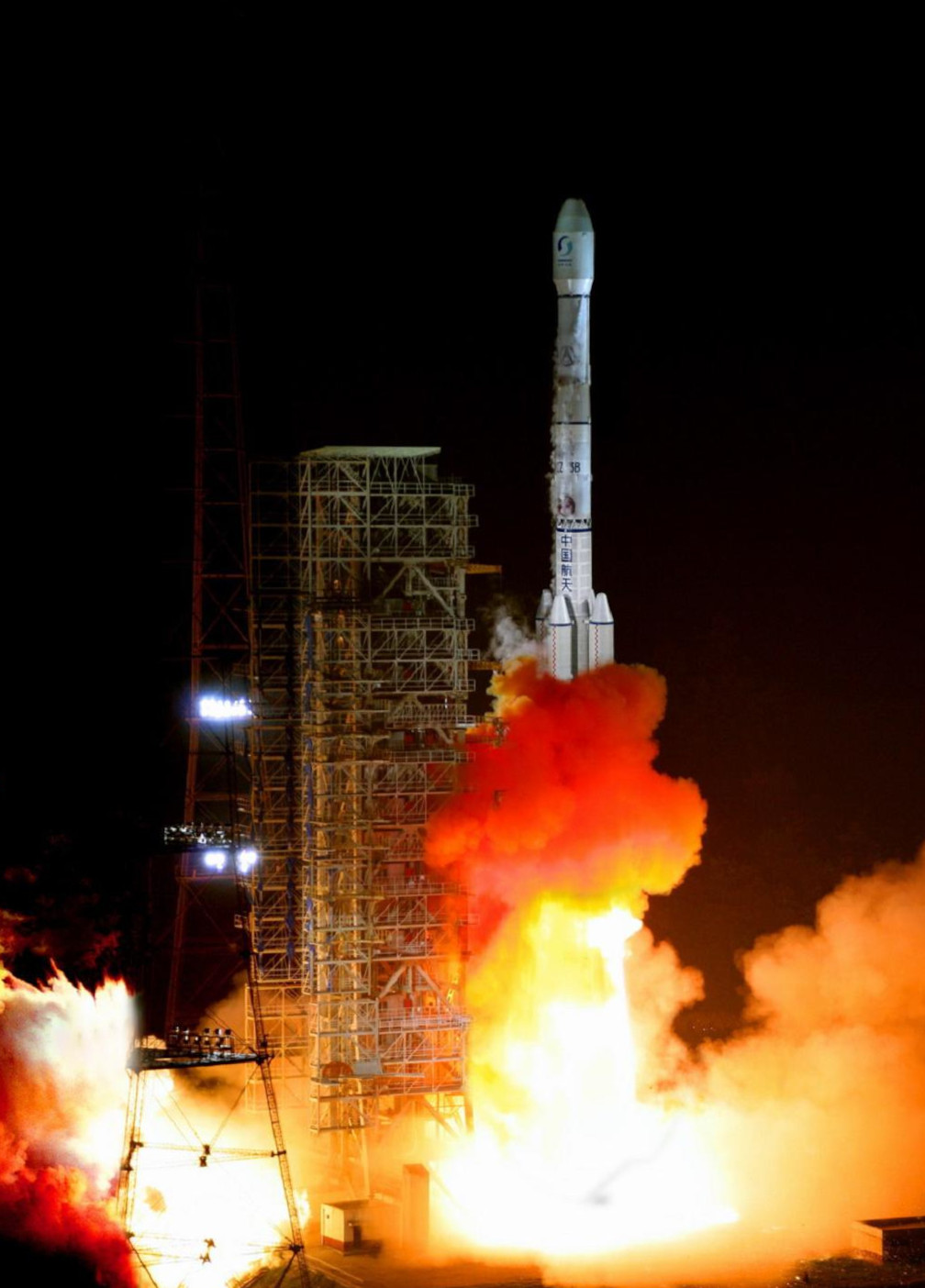
Lançamento de um foguete Longa Marcha 3B a partir do Centro Espacial de Xichang.

| Voo | Data                    | Plataforma de lançamento                         | Carga            | Resultado     | Notas |
| --- | ----------------------- | ------------------------------------------------ | ---------------- | ------------- | --- |
| 1   | 14 de fevereiro de 1996 | Centro Espacial de Xichang, plataforma LC-2      | Intelsat 708     | Falha         | Primeiro voo. Uma falha no sistema de orientação provocou o desvio do foguete logo após decolar, caindo em um povoado próximo aos 22 segundos do lançamento e matando seis pessoas e ferindo 57.                                 |
| 2   | 19 de agosto de 1997    | Centro Espacial de Xichang, plataforma LC-2      | Agila 2          | Êxito         | |
| 3   | 16 de outubro de 1997   | Centro Espacial de Xichang, plataforma LC-2      | APStar 2R        | Êxito         | |
| 4   | 30 de maio de 1998      | Centro Espacial de Xichang, plataforma LC-2      | Zhongwei 1       | Êxito         | |
| 5   | 18 de julho de 1998     | Centro Espacial de Xichang, plataforma LC-2      | Sinosat 1        | Êxito         | |
| 6   | 12 de abril de 2005     | Centro Espacial de Xichang, plataforma LC-2      | APStar 6         | Êxito         | |
| 7   | 28 de outubro de 2006   | Centro Espacial de Xichang, plataforma LC-2      | Sinosat 2        | Êxito         | |
| 8   | 13 de maio de 2007      | Centro Espacial de Xichang, plataforma LC-2      | NigComSat 1      | Êxito         | Variante Longa Marcha 3B/E |
| 9   | 5 de julho de 2007      | Centro Espacial de Xichang, plataforma LC-2      | ZX-6B            | Êxito         | |
| 10  | 9 de junho de 2008      | Centro Espacial de Xichang, plataforma LC-2      | ZX-9             | Êxito         | |
| 11  | 29 de outubro de 2008   | Centro Espacial de Xichang, plataforma LC-2      | Venesat 1        | Êxito         | Variante Longa Marcha 3B/E |
| 12  | 31 de agosto de 2009    | Centro Espacial de Xichang, plataforma LC-2      | Palapa D1        | Êxito parcial | O desligamento prematuro da terceira fase deixou o satélite de comunicação em uma órbita inferior ao planejado. O satélite conseguiu chegar à órbita geoestacionária através de seus propulsores, mas reduzindo a sua vida útil. |
| 13  | 4 de setembro de 2010   | Centro Espacial de Xichang, plataforma LC-2      | ZX-6A            | Êxito         | Variante Longa Marcha 3B/E |
| 14  | 20 de junho de 2011     | Centro Espacial de Xichang, plataforma LC-2      | ZX-10            | Êxito         | Variante Longa Marcha 3B/E |
| 15  | 11 de agosto de 2011    | Centro Espacial de Xichang, plataforma LC-2      | Paksat 1R        | Êxito         | Variante Longa Marcha 3B/E |
| 16  | 18 de setembro de 2011  | Centro Espacial de Xichang, plataforma LC-2      | FH-2A            | Êxito         | Variante Longa Marcha 3B/E |
| 17  | 7 de outubro de 2011    | Centro Espacial de Xichang, plataforma LC-2      | Eutelsat W3C     | Êxito         | Variante Longa Marcha 3B/E |
| 18  | 19 de dezembro de 2011  | Centro de lanzamento de Xichang, plataforma LC-3 | NigComSat 1R     | Êxito         | Variante Longa Marcha 3B/E |
| 19  | 31 de março de 2012     | Centro Espacial de Xichang, plataforma LC-3      | APStar 7         | Êxito         | Variante Longa Marcha 3B/E |
| 20  | 29 de abril de 2012     | Centro Espacial de Xichang, plataforma LC-3      | BD-2 M3, BD-2 M4 | Êxito         | Variante Longa Marcha 3B/E |
| 21  | 26 de maio de 2012      | Centro Espacial de Xichang, plataforma LC-3      | ST-2             | Êxito         | Variante Longa Marcha 3B/E |
| 22  | 18 de setembro de 2012  | Centro Espacial de Xichang, plataforma LC-2      | BD-2 M2, BD-2 M5 | Êxito         | Variante Longa Marcha 3B/E |
| 23  | 27 de novembro de 2012  | Centro Espacial de Xichang, plataforma LC-2      | ZX-12            | Êxito         | Variante Longa Marcha 3B/E |
| 24  | 1 de maio de 2013       | Centro Espacial de Xichang, plataforma LC-2      | ZX-11            | Êxito         | Variante Longa Marcha 3B/E |
| 25  | 1 de dezembro de 2013   | Centro Espacial de Xichang, plataforma LC-2      | Chang'e 3        | Êxito         | |
| 26  | 20 de dezembro de 2013  | Centro Espacial de Xichang, plataforma LC-2      | Túpac Katari 1   | Êxito         | Variante Longa Marcha 3B/E |